# Александър Золотухин
Александър Николаевич Золотухин (на руски: Александр Николаевич Золотухин) е руски офицер, генерал-майор. Участник в Руско-турската война (1877 – 1878).

## Биография
Александър Золотухин е роден на 2 юни 1819 г. в Московска губерния в семейството на потомствен дворянин. Ориентира се към военното поприще. Завършва 1-ви кадетски корпус и е произведен в първо офицерско звание прапоршчик с назначение в 17-а артилерийска бригада (1839).
Участва в състава на 14-а артилерийска бригада в Кавказката война (1844 – 1845) и Унгарския поход (1849 – 1850).
Проявява се при отбраната на Севастопол в Кримската война от 1853 – 1856 г. Награден е с орден „Свети Владимир“ IV степен с мечове. Назначен е за командир на 6-а батарея от 3-та гренадирска артилерийска бригада и на 3-та гренадирска артилерийска бригада с повишение във военно звание полковник (1856, 1859).
Участва в Руско-турската война (1877 – 1878). Назначен е за командир на 3-та артилерийска бригада (1877). Отличава се в състава на сборния отряд с командир генерал-майор Александър Имеретински при превземането на Ловеч на 22 август 1877 г. Награден е със златно оръжие „За храброст“ (1877). Участва в третата атака на Плевен и е награден с орден „Свети Владимир“ III степен с мечове. Бие се храбро при зимното преминаване на Стара планина в състава на Троянския отряд с командир генерал-лейтенант Павел Карцов. Повишен е във военно звание генерал-майор от 2 юни 1878 г.
След войната здравословното му състояние се влошава. Награден е с орден „Свети Станислав“ I степен и орден „Света Ана“ I степен (1889, 1884).
Умира на 24 декември 1885 г. в Москва.